# Aspicilia trunciseda
Aspicilia trunciseda är en lavart som först beskrevs av H.Magn., och fick sitt nu gällande namn av Rolf Santesson. Aspicilia trunciseda ingår i släktet Aspicilia, och familjen Megasporaceae. Arten är reproducerande i Sverige.